# Masivul Penteleu

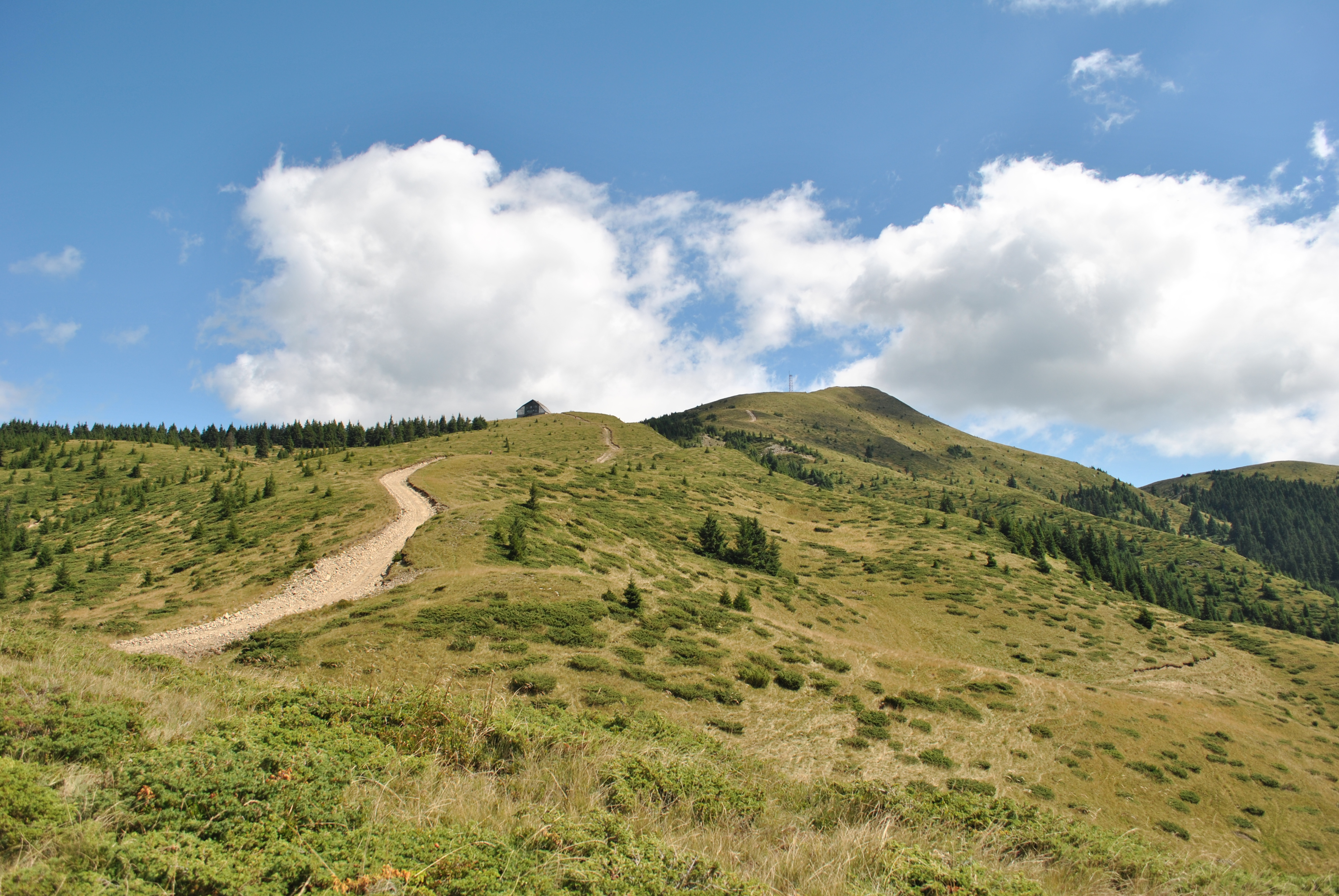
Masivul Penteleu

Masivul Penteleu este un masiv montan situat în Carpații de Curbură, ce aparține de lanțul muntos al Carpaților Orientali. Cel mai înalt pisc este Vârful Penteleu, având 1.772 m. Masivul Penteleu este declarat rezervație forestieră și este arie protejată, considerată arie de management pentru habitat sau specie.